# Seefeld (Bajorország)
Seefeld település Németországban, azon belül Bajorországban. Lakosainak száma 7768 fő (2023. december 31.). Seefeld Inning am Ammersee és Herrsching am Ammersee községekkel határos.

## Népesség
A település népessége az elmúlt években az alábbi módon változott:
| Lakosok száma | 3897 | 5820 | 7039 | 7175 | 7149 | 7333 | 7367 | 7434 | 7518 | 7768 |
|               | 1970 | 1987 | 2010 | 2012 | 2013 | 2015 | 2016 | 2019 | 2021 | 2023 |